# Jude Nishanta Silva
Echchampulle Arachchige Jude Nishanta Silva (ur. 5 maja 1970 w Moratuwie) – lankijski duchowny rzymskokatolicki, biskup Badulli od 2023.

## Życiorys
Święcenia kapłańskie przyjął 2 października 2001 i został inkardynowany do diecezji Badulli. Pracował głównie jako duszpasterz parafialny, był też m.in. ekonomem i rektorem niższego seminarium, wikariuszem sądowym, kanclerzem kurii oraz dyrektorem diecezjalnej Caritas.
30 stycznia 2023 papież Franciszek mianował go biskupem ordynariuszem Badulli. Sakry udzielił mu 22 kwietnia 2023 biskup Winston Fernando.